# Marc VDS Racing Team
Het Marc VDS Racing Team is een Belgisch motor- en autosportteam opgericht door Marc van der Straten. Momenteel komt het team uit in de motorsport-klassen MotoGPtot 2018 en Moto2, en in rally- en rally-raid-evenementen. Voorheen kwam het team uit in verschillende autosportkampioenschappen, zoals de Blancpain Endurance Series.

## Historie

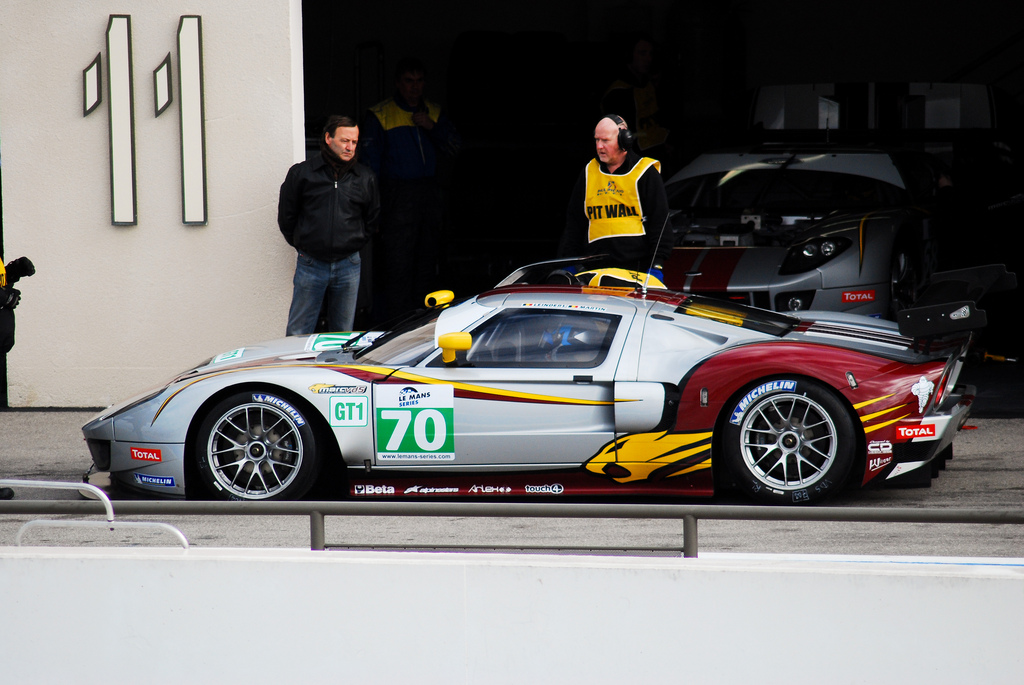
Een Marc VDS Ford GT1, in de Le Mans Series

Gesitueerd in Gosselies, België, startte Marc VDS zijn team door deel te nemen aan de Belcar Series met een Gillet Vertigo. Van der Straten nam deel onder de naam Belgian Racing. In 2005 werd het Gilletprogramma uitgebreid tot het FIA GT Championship, hoewel het team officieel niet deel mocht nemen vanwege het te lage aantal geproduceerde straatauto's. Het Gilletprogramma werd ontwikkeld, maar eindigde in 2008. Hierna veranderde Van der Straten de naam van het team in Marc VDS Racing. Het team bleef actief in het FIA GT Championship met coureurs Jean Michel Delporte en Bas Leinders, en werd een van de twee ontwikkelingsteams van de Ford GT waarmee in de GT1-klasse werd gereden.
Na een jaar te hebben gewerkt aan de ontwikkeling van de Ford GT, werd het team toegelaten als een van de twaalf teams om deel te nemen aan het inaugurele FIA GT1 World Championship-seizoen (2010). Het team bleef hierin actief met de Ford GT. Vanwege het GT1-programma in 2010 neemt VDS ook deel aan de Le Mans Series' 1000 km van Spa-Francorchamps en de 24 uur van Le Mans.
Eveneens in 2010 kondigde Marc VDS aan zich samen te voegen met de inschrijving van Michael Bartholemy en Didier de Radiguès in het nieuwe Moto2-kampioenschap in het wereldkampioenschap wegrace, waarin Scott Redding en Héctor Faubel uit zouden komen op Suter-motorfietsen.
In oktober 2015 kondigde Marc van der Straten aan het autosportteam aan het einde van 2015 te beëindigen en zich te gaan richten op de motorsport.

## MotoGP-resultaten
| Jaar | Motor        | Banden        | Coureur        | 1   | 2   | 3   | 4   | 5   | 6   | 7   | 8   | 9   | 10  | 11  | 12  | 13  | 14  | 15  | 16  | 17  | 18  | Punten | Pos. |
| ---- | ------------ | ------------- | -------------- | --- | --- | --- | --- | --- | --- | --- | --- | --- | --- | --- | --- | --- | --- | --- | --- | --- | --- | ------ | ---- |
| 2015 | Honda RC213V | B Bridgestone |                | QAT | USA | ARG | ESP | FRA | ITA | CAT | NED | DUI | IND | TSJ | GBR | SMR | ARA | JAP | AUS | MAL | VAL | 84     | 8e   |
| 2015 | Honda RC213V | B Bridgestone | Scott Redding  | 13  | DNF | 9   | 13  | DNF | 11  | 7   | 13  | DNF | 13  | 12  | 6   | 3   | 12  | 10  | 11  | 11  | 15  | 84     | 8e   |
| 2016 | Honda RC213V | M Michelin    |                | QAT | ARG | USA | ESP | FRA | ITA | CAT | NED | DUI | OOS | TSJ | GBR | SMR | ARA | JAP | AUS | MAL | VAL | 87     | 11e  |
| 2016 | Honda RC213V | M Michelin    | Jack Miller    | 14  | DNF | DNS | 17  | DNF | DNF | 10  | 1   | 7   | DNS |     | 16  | DNS |     | DNF | 10  | 8   | 15  | 87     | 11e  |
| 2016 | Honda RC213V | M Michelin    | Esteve Rabat   | 15  | 9   | 13  | 18  | DNF | DNS | 14  | 11  | 16  | 14  | 10  | 15  | 17  | DNF | 14  | 16  | 18  | 17  | 87     | 11e  |
| 2016 | Honda RC213V | M Michelin    | Nicky Hayden   |     |     |     |     |     |     |     |     |     |     |     |     |     | 15  |     |     |     |     | 87     | 11e  |
| 2017 | Honda RC213V | M Michelin    |                | QAT | ARG | USA | ESP | FRA | ITA | CAT | NED | DUI | TSJ | OOS | GBR | SMR | ARA | JAP | AUS | MAL | VAL | 117    | 7e   |
| 2017 | Honda RC213V | M Michelin    | Esteve Rabat   | 15  | 12  | 13  | DNF | 11  | 11  | 15  | 12  | 18  | 17  | 19  | 12  | DNF | 15  | 15  | 16  | 18  | 10  | 117    | 7e   |
| 2017 | Honda RC213V | M Michelin    | Jack Miller    | 8   | 9   | 10  | DNF | 8   | 15  | DNF | 6   | 15  | 14  | DNF | 16  | 6   | 13  |     | 7   | 8   | 7   | 117    | 7e   |
| 2017 | Honda RC213V | M Michelin    | Hiroshi Aoyama |     |     |     |     |     |     |     |     |     |     |     |     |     |     | 18  |     |     |     | 117    | 7e   |